# Friedrich Panzer
Friedrich Panzer (n. 4 septembrie 1870 la Asch, Bohemia, d. 18 martie 1956 la Heidelberg) a fost un germanist, profesor la Universitatea Johann-Wolfgang-Goethe din Frankfurt am Main și la Universitatea Ruprecht-Karls din Heidelberg, fiind și rector al acestei universități. Din 1941 până în 1947 a fost președinte al Academiei de Științe din Heidelberg.